# 나주 북망문 밖 삼층석탑
나주 북망문 밖 삼층석탑(羅州 北望門 밖 三層石塔)은 대한민국 전라남도 나주시 심향사에 있는, 고려시대의 삼층석탑이다. 1963년 1월 21일 대한민국의 보물 제50호로 지정되었다.

## 개요
원래 나주 북문 밖에 있던 것을 1915년 옛 나주 군청 내로 옮겼다가 2006년 심향사 경내 미륵전 앞으로 다시 옮겨 놓은 탑으로, 상·하 2기단(基壇) 위에 3층의 탑신(塔身)을 세운 일반적인 모습이다.
기단에는 면마다 기둥 모양의 조각을 두었는데, 아래기단에는 모서리에만 두고, 윗기단에는 모서리와 가운데에 각각 조각을 하였다. 탑신은 몸돌과 지붕돌을 각각 한 돌로 구성하였는데, 위층으로 갈수록 몸돌의 비율이 줄어들어 전체적으로 날렵한 느낌을 준다. 몸돌에는 모서리마다 기둥 모양을 본떠 새겼다. 지붕돌은 두꺼운데, 밑면마다 3단의 받침을 두었고, 윗면은 지붕돌의 처마끝에 이르러 살짝 들려 있는 모습을 하고 있다. 머리장식으로는 노반(露盤:머리장식받침)과 복발(覆鉢:엎어놓은 그릇모양의 장식)만이 남아 있다.
전체적으로 풍화가 심하고 뛰어난 작품은 아니지만 단정한 품위를 잃지 않았고 각 부의 비례도 아름답다. 양식으로 보아 고려 후기에 세워진 것으로 추정된다.

## 사진

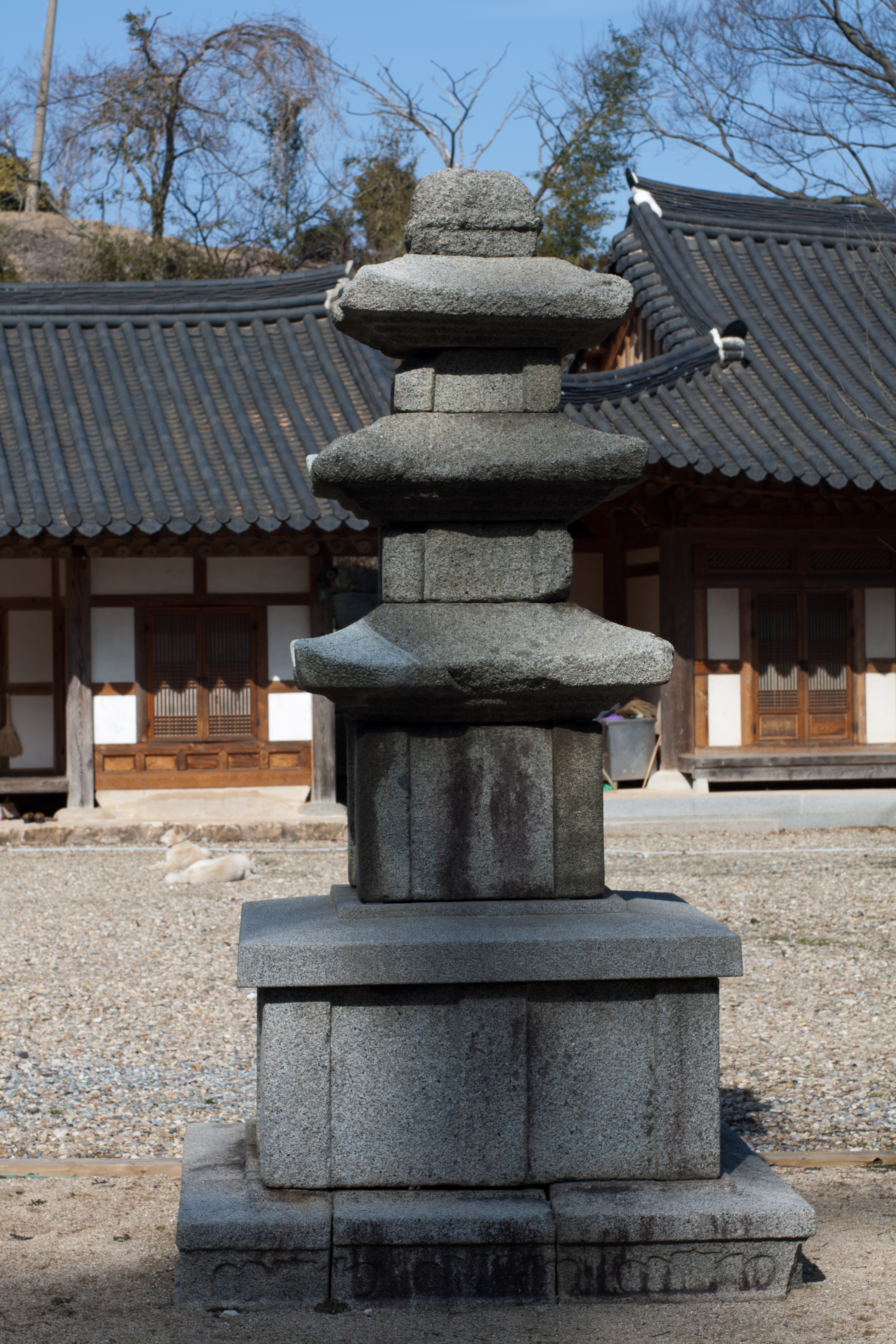
정면
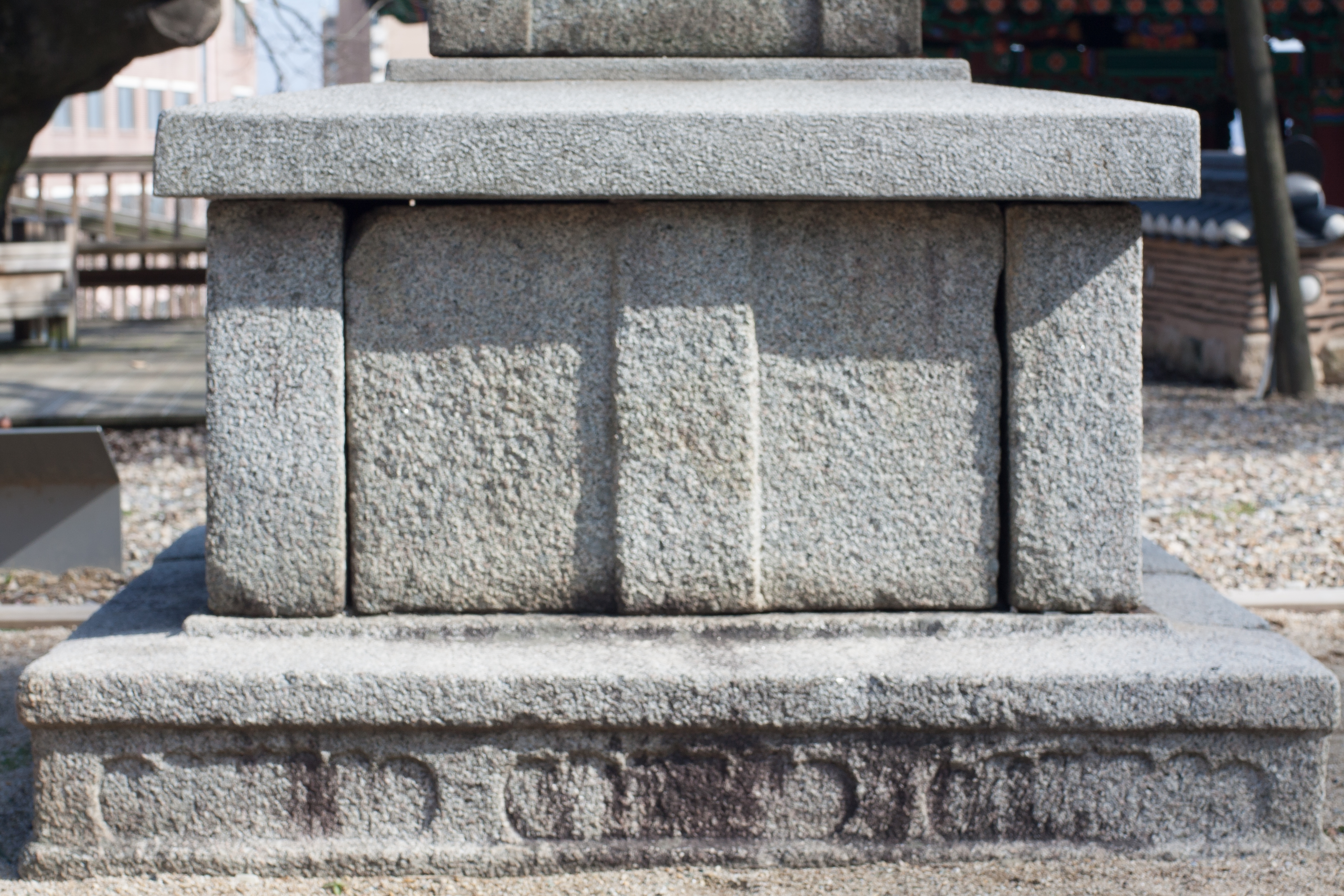
우주, 탱주, 안상

## 같이 보기
- 심향사

## 참고 자료
- 나주 북망문 밖 삼층석탑 - 국가유산청 국가유산포털